# Stammsilbe
Die Stammsilbe ist in herkömmlichen Schulgrammatiken die den Sinn vermittelnde Silbe eines Wurzelwortes, d. h. eines Wortes ohne Affixe und Elemente der Flexion.

## Beispiel
- „kenn“ ist die Stammsilbe der Worte Bekenntnis, kennen, kennt